# Еврейская община Дербента

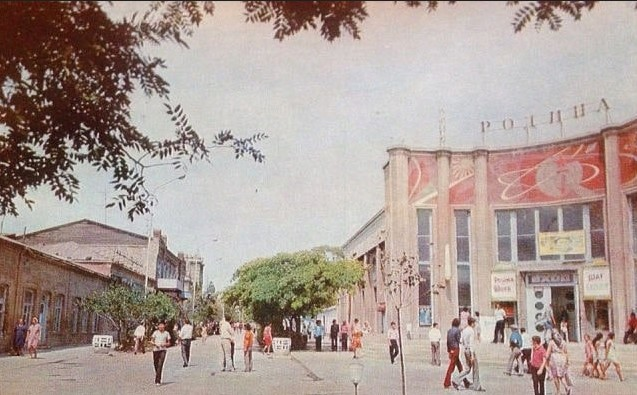
Кинотеатр "Родина" - Дербент

Еврейская община Дербентa — это евреи, когда-либо проживавшие на территории современного Дербентa, города в Российской Республике Дагестан. 
Является старейшей на Северном Кавказе.
Появление первых евреев в Дербенте относится к VII веку. Большой приток еврейских иммигрантов произошёл во время Гражданской войны в Дагестане примерно в 1920-х годах. 
Большинство дербентских евреев иммигрировали из горных и степных селений Северного Кавказа.
Согласно переписи населения РФ 2021 года, в Дербенте проживает 620 горских евреев, составляющих 0,52 % от населения города.

## История

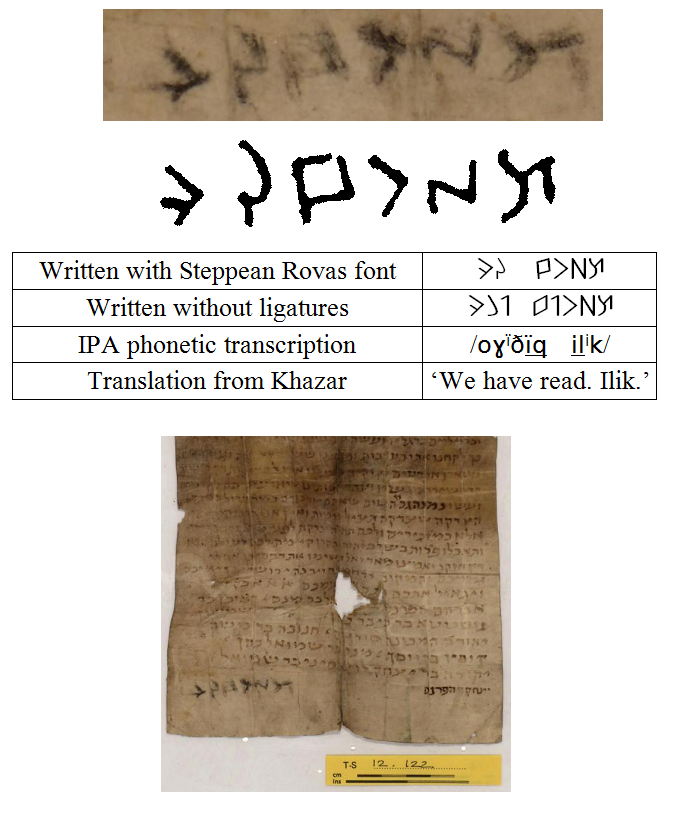
Киевское письмо. Вверху увеличенное изображение рунической надписи и её гипотетическое чтение по версии Омельяна Прицака

### Древность и средневековье
Горские евреи Дербентa берут своё начало от евреев-маздакитов Ирана, разгромленных шаханшахом-Сасанидом Хосрове I Ануширваном (531—579 гг.), которые бежали, либо были принудительно переселены по приказу шаха на Восточный Кавказ. Эту гипотезу выдвинул известный историк Михаил Артамонов.
В состав горских евреев вошли также более поздние переселенцы из Ирана, Ирака и Византии.
Еврейское население Дербентa и его окрестностей — потомки строителей комплекса оборонительных сооружений и колонистов военного гарнизона, который здесь основал Хосров I.
Шимон Сафра Дербенди — первый известный по имени еврей в Дагестане, о котором сообщается в Иерусалимском Талмуде (Талмуд Ирушалми), Мегила 31b, перек 4, hалаха 5.

Упоминается в Иерусалимском Талмуде (Мегилла 31b), где сообщается о неком рабби Симоне из города Тэрэбанта — Т-р-б-н-т (טרבנת), то есть из Дербента.

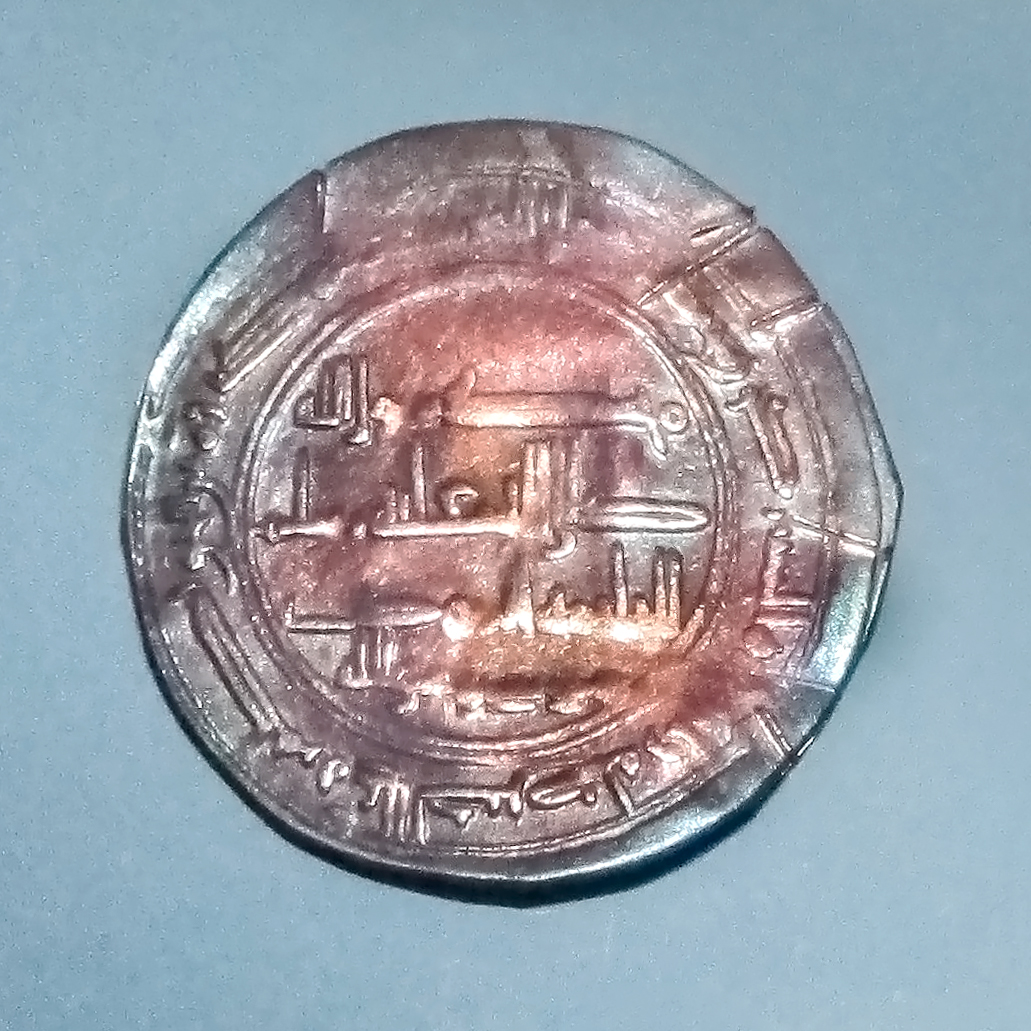
Хазарская серебряная монета с легендой на арабском языке: «Моисей — посланник Бога». Готландский исторический музей (Висбю, Швеция)

Борис Миллер, советский иранист, отмечает:
В Талмуде иерусалимском (Məgilo), отнсящемся ко II столетию нашей эры, на 4-й странице упоминается rabbi Şim’yn, писарь Darbant’a. Этот же Şim’yn, писарь и учитель Durban’a упоминается и в книге Sidir Hədyryt (Порядок поколений, а по толкованию ученого Rabbi Jusif Şvarz’a, автора «Земныхзлаков» (Təvyyt Həoris) Durban, Darbant — город Дербенд на Каспийском море и т. д.
Таким образом, Шимон был писарем (софером) (собственно, его поэтому и называют Шимон Сэферо), что указывает на существование в Дербенте организованной еврейской общины и некой письменности у неё.

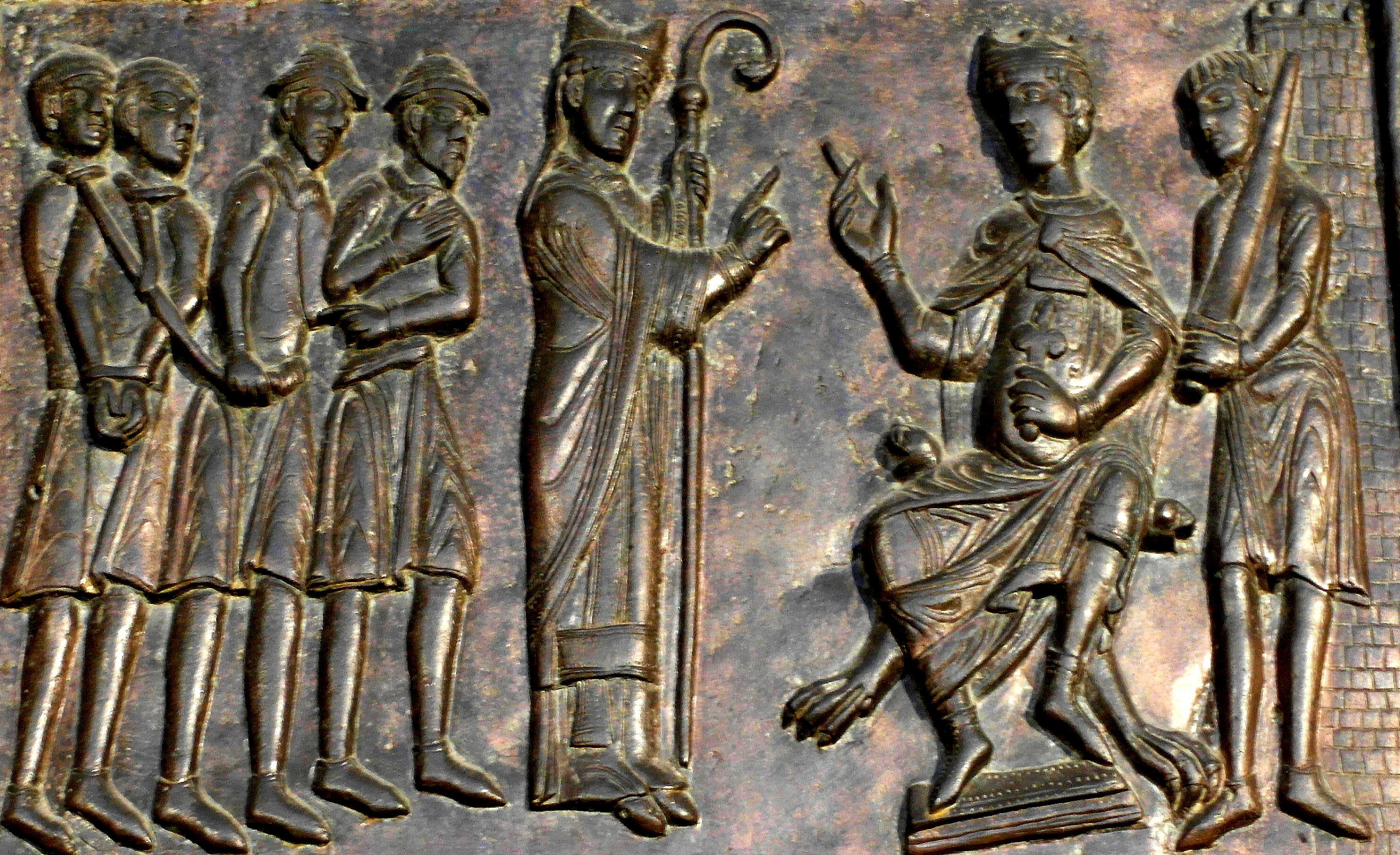
Гнезненские врата, 1170-е годы. Святой Адальберт Пражский увещевает чешского князя Болеслава II запретить еврейским купцам — рахдонитам (фигуры в головных уборах) торговать христианскими рабами.

Помимо еврейской общины Дербента, известна также еврейская община Киева, созданная в X веке и, вероятно, во времена Хазарского каганата являвшаяся центром еврейской учёности.
Украинско-американский историк Омельян Прицак считал происхождение топонима Киев тюркским или еврейским.
Одним из первых документов, где упоминается название Киева (Qiyyob), это так называемое Киевское письмо, написанное в X веке местной еврейской общиной, насчитывавшей 12 семей.
Письмо содержит просьбу к евреям других городов пожертвовать денег для выкупа Яакова бен Ханукки.
Мужское имя Ханука (иудейский праздник) не принято ни в одной еврейской общине, кроме общины евреев Кавказа.
В частности в Дербенте и поныне это имя встречается наряду с другими: Песах, Нисан (месяц в еврейском календаре), Пурим — женское имя.
Во время хазарского правления евреи составляли важный элемент города
Еврейско-хазарская переписка, в частности письмо Шехтера, также упоминает Дербент и решающую роль местных (дагестанских) евреев в процессе принятия иудаизма хазарами.
Царь хазар Сабриель (в другом варианте, Булан) устроил перед хазарской знатью диспут между проповедниками трёх религий.
После того как соперники не смогли переспорить друг друга, хазарские старейшины предложили им истолковать непонятные хазарам книги, которые хранились в пещере в долине Тизул.
Книги оказались Торой. После этого хазары согласились перейти в иудаизм, а Сабриеля сделали царём.
В новом качестве он заключил союз с соседним правителем алан, что обеспечило хазарам безопасность и успех в борьбе с врагами.
Потомки Сабриеля (Буланиды) правили Хазарией вплоть до её падения в 60-е гг. X века.
Одним из центров раннесредневекового купечества в период Хазарского правления и после него являлся Дербент.
Огромную роль в деятельности Великого шёлкового пути сыграли еврейские купцы-рахдониты.
Лев Гумилёв писал:

«Дорога» по-персидски — rah, корень глагола «знать» — don; знающие дороги — рахдониты. Так называли еврейских купцов, захвативших в свои руки монополию караванной торговли между Китаем и Европой.
То, что путешествующие евреи VIII в. названы персидским словом «рахдониты», показывает, что основу этой торговой компании составили выходцы из Вавилонской, то есть иранской, общины, бежавшие от халифа Абд ал-Мелика в 690 г. Потом к ним добавились евреи из Византии, но до тех пор, пока на границах Согда и халифата, Китая и Тюркютского каганата шли постоянные войны, торговля встречала препятствия.
Когда же эти войны прекратились, а Китай после восстания Ань Лушаня (756—763) лежал в развалинах и продавал шёлк дёшево, рахдониты развернулись. Они освоили не только восточный путь, по которому шёл шёлк в обмен на золото, но и северный — из Ирана на Каму, по которому текло серебро в обмен на меха. Хазария лежала как раз на перекрестке этих путей.

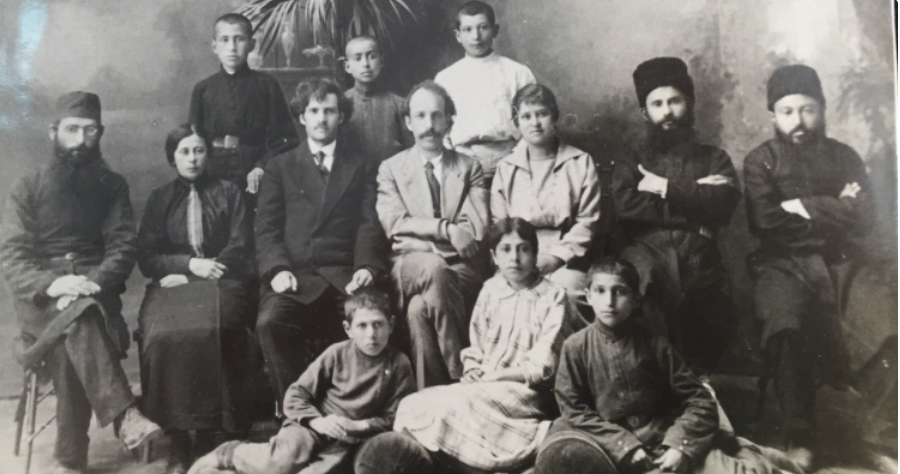
Первая в Дербенте русско-еврейская школа (1904 год)

Еврейская община была описана такими путешественниками, как Вениамином из Туделы (XII век) и Вильгельмом из Рубрукуса (XIII век).

### После присоединения к Российской империи
В XVIII веке евреи подверглись гонениями во время войн Персии с Россией и персидский шах Надир заставил многих евреев принять ислам.

Широко известная история, подобная той, что показана в художественном фильме Багдадский вор, судя по легенде, произошла в Дербенте. В средневековый Дербент прибыли мошенники из Багдада. Убедив местных евреев в скорейшем приходе Мессии (Машиах) и дождавшись, пока люди вышли из своих домов и собрались на городской площади, гастролёры из Багдада прошлись по всем домам и обокрали их. от Натана Шалумова.

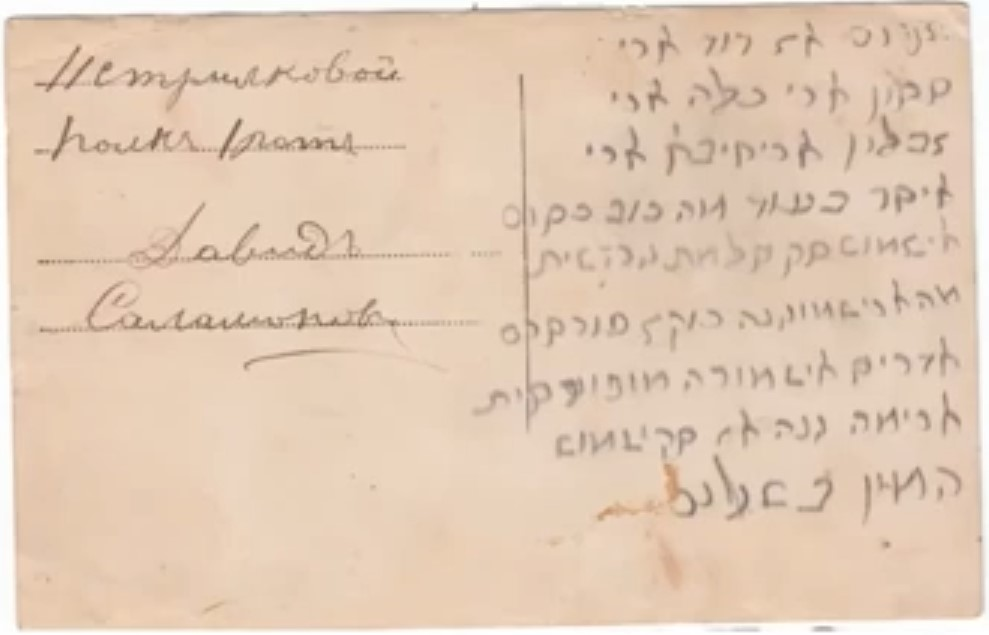
Письмо с фронта на джуури от Давида Соломонова. Первая Мировая война. 1914 год.

После завоевания Дагестана Россией многие евреи сосредоточились в Дербенте и город стал религиозным центром горских евреев.
Среди раввинов Дербента славились учёностью Элияху бен Мишаэль Мизрахи (1781—1848), Ицхак бен Я‘аков Мизрахи (1795—1877).
Его сын Яаков Ицхаки (1848—1917), который в 1870-е гг. установил связи с еврейскими учеными Петербурга, а в 1907 году поселился в Эрец-Исраэль.
В честь дербентского раввина Яакова Ицхаки, возглавившего группу горских евреев, репатриантов с Кавказа, основавших здесь в 1907 году сельскохозяйственное поселение, назван Беэр-Яаков, ивр. באר יעקב‎ — населённый пункт в Израиле, получивший статус города летом 2021 года, в 20 км к юго-востоку от Тель-Авива.
Приблизительно с середины XIX века главный раввин Дербента был признан русскими властями в качестве главного раввина горских евреев Южного Дагестана и Азербайджана и выполнял функции казённого раввина.
Основным занятием евреев Дербента были виноградарство и виноделие, разведение марены, пришедшее в упадок к концу XIX века, с начала XX века также рыбные промыслы.
Крупнейшей в Дагестане рыболовецкой компанией владела семья миллионеров Дадашевых.
- С 1860 года в Дербенте стали селиться евреи-ашкеназы, имевшие право жить вне черты оседлости.[17] Евреи Дербента вели крупную оптовую торговлю, в основном сельскохозяйственными продуктами, им принадлежало около 30 мануфактурных магазинов; в их собственности находились 160 садов.[5]

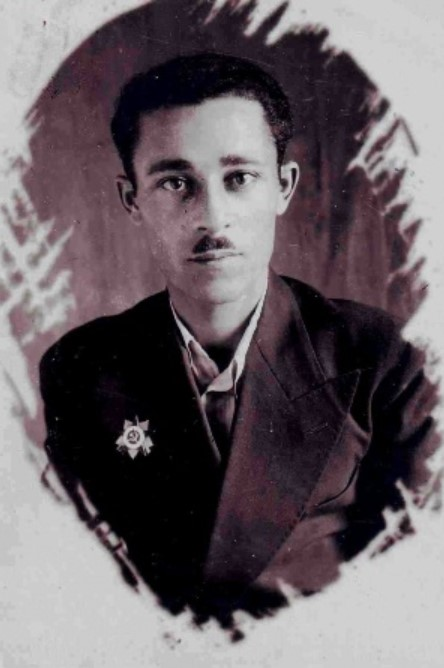
Мугдоши Яхияевич Хизгилов

- Мугдоши Яхияевич ХизгиловВ начале XX века К. М. Курдов высказал мнение, что лезгины «…подверглись метисации со стороны представителей семитического семейства, главным образом горских евреев».
- В 1900 году одна из четырёх синагог Дербента была ашкеназской.[14]
- Общее число евреев Дербента возросло с 472 человек в 1835 году до 2190 человек в 1897 году (около 15 % населения).[14]
- В 1900 году братья Меир и Нафтали, сыновья раввина Яакова Ицхаки организовали сионистский кружок «Бней Цион».[18][19]
- 1902 год считается датой основания ныне действующего Дербентского коньячного комбината. Именно тогда это предприятие с рабочими в количестве 4 человек зарегистрировал владелец — Манашир Дадашев.
- В 1904 году в Дербенте Я. Рабиновичем (1867-?) была открыта русско-еврейская школа. До открытия школ дети чаще всего получали образование на дому у раввинов в «талмид-хуне».[20] В том же 1904 году в училище уже было 88 учеников, из них 16 девочек, а в 1905 г. число учеников увеличилось до 90, из них 15 девочек. В школе действовал педагогический совет в составе учителей Якова Маркуса, Ханукова, Данила Гилядова, Нагдиму Нагдимунова и Нагдиму Шимунова.
- В 1904—1919 гг. работал еврейский театр под руководством Я. Рабиновича.[21][22][23]
- В 1914 году в Дербенте имелись еврейские школы и реальное училище.[5]
- В июне 1917 г. в Дербенте состоялся Всекавказский съезд горских евреев.[17]
- В августе 1918 г. отступавшие из Ирана русские части под командованием Л. Бичерахова вступили в Дербент.[24][25] Солдаты и офицеры занимались грабежами и убийствами евреев.[26]

### СССР

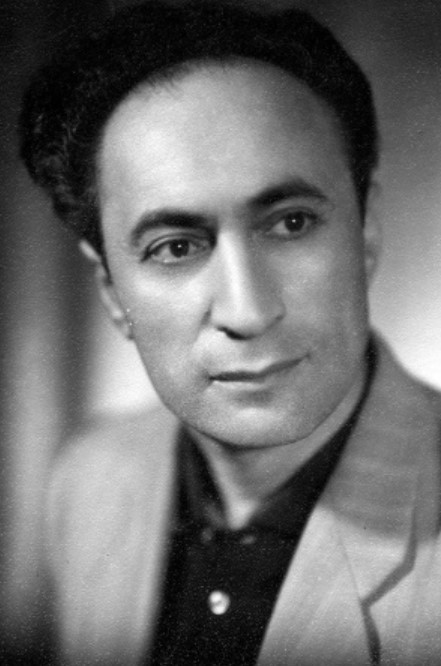
Семен Азарьевич Ильдатов

- В годы Гражданской войны в Дербенте поселились многие евреи из горских селений, спасавшиеся от бедствий войны.[27]
- В 1926 году в Дербенте проживали 6745 евреев, в 1939 — 8100, в 1959 — 12 700, в 1970 — 14 600, в 1979 — 12 900, в 1989 — 12 700.[17]
- В рамках проводившейся органами советской власти политики «продуктивизации» еврейского населения в 1930 году в окрестностях Дербента был создан еврейский колхоз имени Смидовича.[27]
- В 1928—1930-е гг. был начат процесс «татизации» горских евреев, когда на основе их языковой общности с татами был взят курс на формирование «татской социалистической нации».[2].
- В 1933 году в окрестностях Дербента было уже около 30 еврейских колхозов.[14]
- В 1928—1941 гг. в Дербенте выходила газета горских евреев (гор.-евр. «Захметкеш») — «Труженик» на еврейско-татском языке.[14]
- В 1930 году был построен Дербентский консервный комбинат. Бааз Рабаев возглавлял завод с 1932 по 1935 годы. Семенов Ишьягу Шамуилович возглавлял завод в самые трудные военные и послевоенные годы с 1940 по 1950 год. С 1955—1959 годы работу завода доверили возглавить талантливому и умелому хозяйственному работнику Ильдатову Семену Азарьевичу.
- В 1932 году был построен Дербентский ореходробильный завод. Директором ореходробильного комбината был Хануко Азизов
- В 1935 году в Дербенте функционировали две средние еврейские школы, еврейское отделение педагогического техникума, еврейское отделение коврового техникума, еврейские клубы.[17]
- Предприятие Дербентский хлебозавод начало свою работу в 1936 году. Абрамов Николай Ханукаевич возглавлял это предприятие 25 лет.
- В 1946 году Сави Рафаилович Пейсахов возглавил швейную фабрику им. КрупскойАзиз Хазанович Гильядов

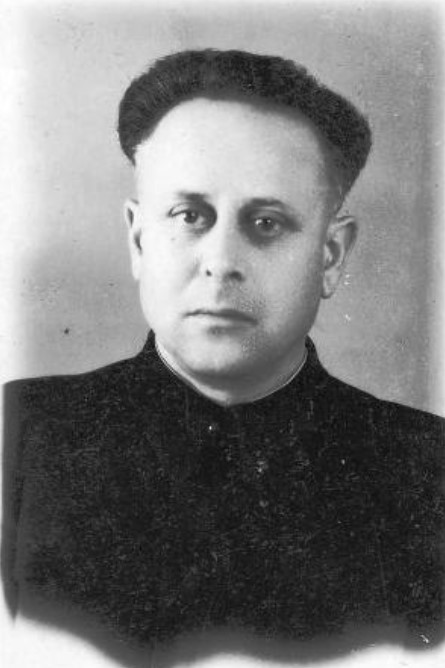
Азиз Хазанович Гильядов

- В 1948 году было отменено преподавание на еврейско-татском языке, и все школы горских евреев были закрыты.[4][28]
- В 1959 году директором строящегося завода «Радиоэлемент» назначают Семена Азарьевича Ильдатова. 1970 год — перевод Ильдатова на работу директором пивзавода.
- В 1960 г. в Дербенте была открыта ковровая фабрика им. XXIII съезда КПСС, выпускающая ворсовые ковры ручной выработки отличного качества. Хизгилов Мугдоши Яхияевич возглавил ковровое производство. Пейсах Беньягуевич Ханукаев был директором красильной фабрики.
- В 1961 году Абрамов Соломон Зарахияевич возглавил общество глухонемых ВОГ, в 1969 году был назначен на должность директора многоотраслевого комбината бытового обслуживания населения, куда входили Дом быта, химчистка, Дом моды.
- Юнаев Михаил Авшалумович много лет работал на руководящих должностях: директор мехлесхоза, который обслуживал весь Дербентский р-н, в 1964—1968 гг., в 1970 −1976 гг. — директор треста столовых и ресторанов, в 1976 −1989 — директор ТОРГа, в 1991—1994 гг. — директор лесоторговой базы. Михаил Юсуфович Гилядов также возглавлял ТОРГ г. Дербента. Начальником железнодорожного вокзала с 1970 по 1995 годы был Рувинов Манашир Садыкович. Гаврилов Изольд Мататович возглавлял много лет Дербентскую нефтебазу. Городской типографией руководили Авадия Захарович Захаров и Лев Семенович Михайлов. Шалум Данилов работал директором треста столовых и ресторанов, Захаров Роман — директором водканалхоза, Давид Ягудаев — директором Мехового комбината, Григорий Мататов возглавлял горпромкомбинат. Биньямин Хазанов также был директором горпромкомбината, в годы его работы был открыт кондитерский цех, в котором изготавливались конфеты, пирожные и др. кондитерские изделия. Насимов Асаф Ифраимович возглавлял райпромкомбинат.
- В конце 1980-х — начале 2000-х гг. большое количество евреев Дербента уехало в Израиль, Соединённые Штаты Америки, Германию, Канаду и другие страны.[5]
- В 1997 году в Израиль выехало 593 еврея из Дербента, в 1998 г. — 182 еврея, в 1999 г. — 441 еврей, в 2000 г. — 432 еврея, в 2001 г. — 417 евреев, в 2002 г. — 102 еврея.[14]

В 1970 годах, в городе Дербенте, как по всему Советскому Союзу началась государственная политика «татизации» горских евреев.

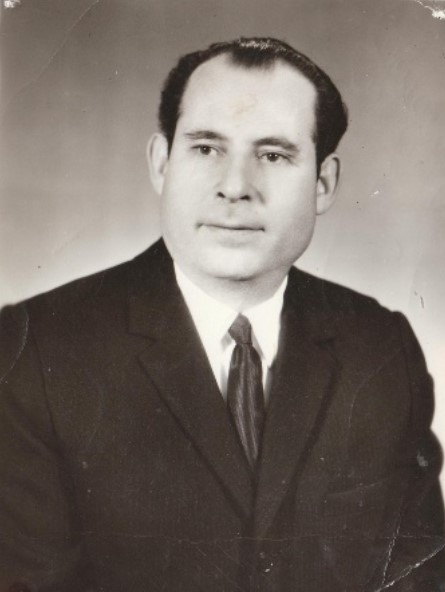
Соломон Зарахияевич Абрамов

Представители советской элиты, главным образом в Дагестане, отрицали связь горских евреев с евреями.
Горских евреев регистрировали в официальной статистике как таты, составляющийся подавляющее большинство этой общности в РСФСР.
После распада СССР в 1991 году большинство евреев эмигрировало из города и в 2002 году в городе насчитывалось 2000 евреев.
12 июля 2018 года на территории еврейского кладбища состоялось торжественное открытие мемориала «Бессмертный полк».
На памятной плите высечены фамилии и имена 1732 воинов-евреев, павших в боях, умерших от ран и пропавших без вести. Этот список не полный.
Поисковая работа по уточнению фронтовых судеб участников войны, в результате которой на мемориальные плиты будут внесены новые имена, продолжается.

### Россия
23 июня 2024 года синагога Келе-Нумаз в Дербенте была подожжена боевиками-исламистами, предположительно связанными с ИГИЛ.. Зданию нанесён серьёзный ущерб, внутри сгорел почти весь интерьер и часть крыши. 
К 19 декабря 2024г завершилась реконструкция несущих конструкций и укрепления стен синагоги. Об этом сообщил руководитель еврейской общины города Роберт Илишаев. По его словам, завершен подготовительный этап, включающий проектные работы. Теперь московская компания «Технотек» приступит непосредственно к восстановлению здания синагоги после пожара, возникшего в следствии нападения боевиков на молельный дом.
«С божьей помощью, мы проведем эту непростую работу. Сделаем ее качественно, с полагающимся контролем», — цитирует stmegi.com Роберта Илишаева.
В настоящее время уже начаты работы по возведению крыши, и в ближайших планах — завершение восстановления кухни и банкетного зала. После этого планируется приступить к ремонту молельного зала.
Особо подчеркивается, что несмотря на все трудности, молитвы в синагоге не прекращались и проводились на цокольном этаже, где находится музей горских евреев.
«Мы используем арон-кодеш из старой синагоги и надеемся, что в скором времени сможем продолжить молитвы в обновлённом и красивом молельном зале», — добавил председатель еврейской общины Дербента.
Напомним, что 23 июня 2024 года в Дагестане произошла серия террористических атак: вооружённые боевики атаковали синагоги и церкви в Дербенте и Махачкале. Эти нападения привели к повреждениям, в частности, синагога «Келе-Нумаз» в Дербенте понесла значительные ущербы и нуждается в полном восстановлении. Тем не менее, история этой молельни олицетворяет стойкость и способность к неоднократному возрождению. На протяжении долгого времени синагога сталкивалась с различными трудностями и испытаниями, но каждый раз ее стены вновь наполнялись прихожанами.
Синагога Келе-Нумаз функционирует с 1914 года. В 2009 в связи с ветхим состоянием было принято решение о реконструкции. А в 2010 году в торжественной обстановке уже открыли новое здание. Синагога расположена на Джугут-махалля — еврейский квартал, в последствии переименованный советскими властями в улицу Таги-Заде.
К 1917 году в Дербенте было уже 11 синагог: Келе-Нумаз, Эшкензи, принадлежащя европейким евреям, а также Хивро, Ханухи, Огьо, Мильхочи, Орогьи, Мугъорти и Пенджи, получившие свои названия от имен хозяев или мест, откуда были родом основатели. К сожалению,  сохранить удалось только Келе-Нумаз. Все остальные дома молитвы были закрыты советскими властями. 

## См. также

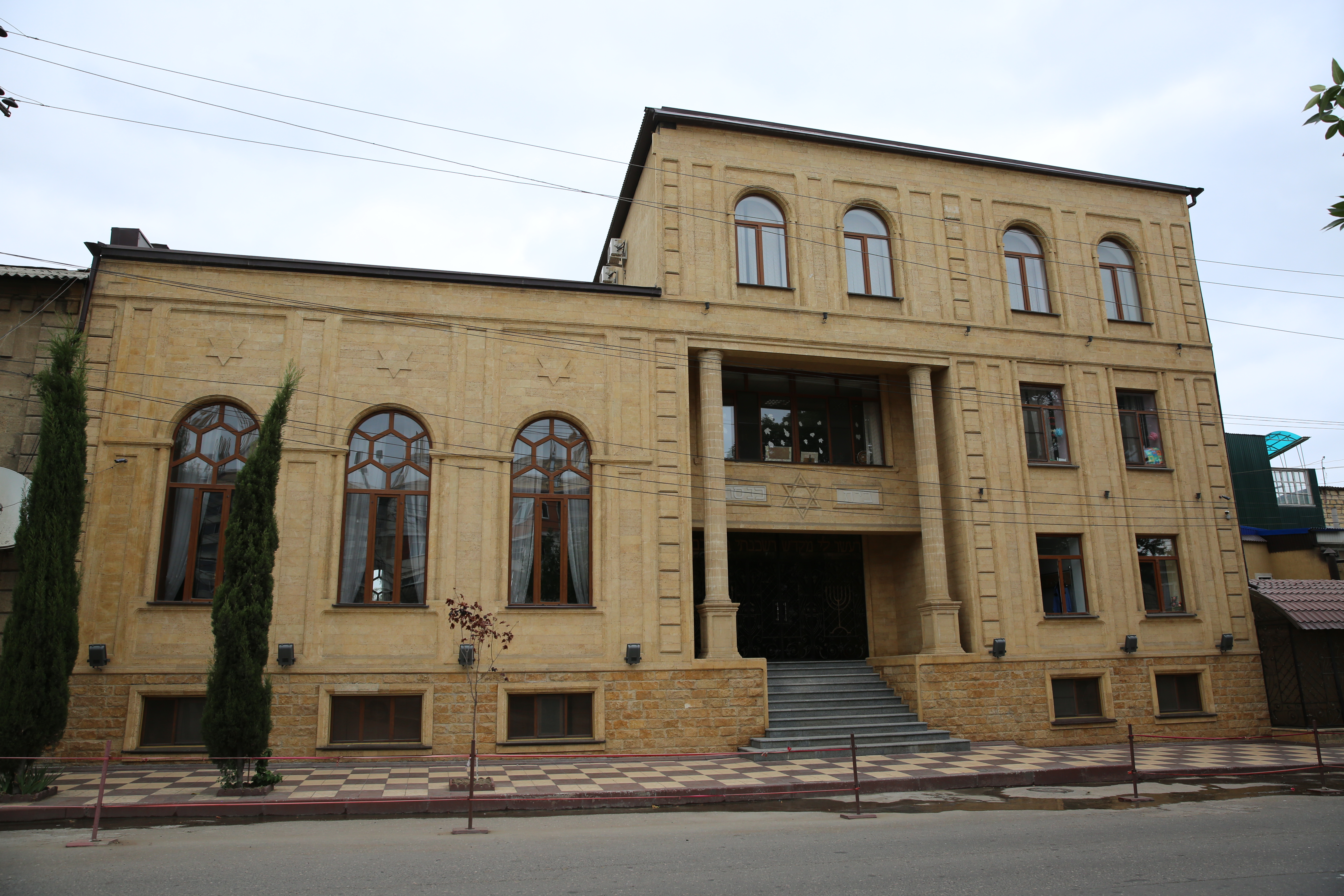
Дербентская синагога

## Горские евреи в переписях
| Год  | Численность, чел. | Доля от всего населения города,% |
| ---- | ----------------- | -------------------------------- |
| 1886 | 2 568             | 16,8 %                           |
| 1897 | 2181              | 14,9 %                           |
| 1939 | 7 604             | 22,3 %                           |
| 1959 | 11 705            | 24,7 %                           |
| 1970 | 10 139            | 17,8 %                           |
| 1979 | 12 918            | 19,2 %                           |
| 1989 | 13 119            | 16,9 %                           |
| 2002 | 2 038             | 2,0 %                            |
| 2010 | 1 345             | 1,1 %                            |
| 2021 | 620               | 0,5 %                            |